# Kōji Noguchi
Kōji Noguchi (jap. 野口 幸司, Noguchi Kōji; * 5. Juni 1970 in der Präfektur Chiba) ist ein ehemaliger japanischer Fußballspieler.

## Nationalmannschaft
1995 debütierte Noguchi für die japanische Fußballnationalmannschaft.

## Errungene Titel
- Kaiserpokal: 1994, 1999